# Marek Modrzejewski (hokeista)
Marek Modrzejewski (ur. 27 maja 1984) – polski hokeista. 

## Kariera
- SMS I Sosnowiec (2002-2003)
- Unia Oświęcim (2003-2016)

Wychowanek i wieloletni zawodnik Unii Oświęcim. Absolwent NLO SMS PZHL Sosnowiec z 2003. Karierę rozpoczynał jako nominalny napastnik, zaś w późniejszych latach został przekwalifikowany na obrońcę. Zakończył karierę po sezonie 2015/2016.
W barwach reprezentacji Polski do lat 18 występował na turniejach mistrzostw świata juniorów do lat 18 w 2002. W barwach reprezentacji Polski do lat 20 wystąpił na turniejach mistrzostw świata juniorów do lat 20 w 2003, 2004.
W trakcie kariery określany pseudonimem Modrzej.

## Sukcesy
Reprezentacyjne
- Awans do mistrzostw świata do lat 18 Dywizji I: 2002
- Awans do mistrzostw świata do lat 20 Dywizji I Grupy A: 2004

Klubowe
- Złoty medal mistrzostw Polski: 2004 z Unią Oświęcim
- Srebrny medal mistrzostw Polski: 2005 z Unią Oświęcim
- Brązowy medal mistrzostw Polski: 2011, 2012 z Unią Oświęcim
- Finał Pucharu Polski: 2004, 2010, 2011 z Unią Oświęcim
- Złoty medal I ligi: 2009 z Unią Oświęcim